# Parakiting
Parakiting is een manier van spelen met een parapente of paraglider. Wanneer men de groundhandling technieken bezit van het paragliding kan men de paraglider als vlieger gebruiken en zich over diverse ondergronden laten slepen of tegen obstakels laten optillen. Deze techniek vergt veel training en geduld. Het parakiten wordt gebruikt wanneer men zich van plek naar plek verplaatst. Bij deze manier van transporteren doet de paraglider het meeste werk en hoeft de piloot alleen maar de paraglider in een bepaalde positie te houden. Dit is met name op hellingen (duinen) erg prettig.
Wanneer de groundhandling-techniek goed onder controle is, zal dat de starttechniek van de piloot enorm kunnen verbeteren. Ondanks dat parakiting er gevaarlijk uitziet, heeft dit vele voordelen en verhoogt het de veiligheid van de piloot. De piloot raakt in hoge mate vertrouwd met het scherm en kan daardoor veel beter op gevoel anticiperen. Fouten bij het opzetten van de paraglider worden eerder en sneller voorkomen. Doordat correctie-reflexen bij het inklappen van de paraglider al (veilig) op de grond worden getraind, ontstaat 'schermbeheersing'. Daardoor zal de piloot veel veiliger kunnen starten en (vooral in onstabiele atmosfeer: thermiek) vliegen.